# Thysanotus isantherus
Thysanotus isantherus är en sparrisväxtart som beskrevs av Robert Brown. Thysanotus isantherus ingår i släktet Thysanotus och familjen sparrisväxter. Inga underarter finns listade i Catalogue of Life.